# Antoine Marc
Pour les articles homonymes, voir Marc.
Antoine Marc, né le 21 mars 2000 à Épinal, est un nageur français. 

## Carrière
Debut de carrière
Nageur depuis son plus jeune âge, il commence ses premières compétitions à 9 ans pour le CN Epinal. Il aura quelques succès aux 50 brasse, 50 nage libre et 50 dos. A 12 ans il nagera son premier 200 brasse, qui deviendra sa discipline phare. Il nagera au CN Epinal jusqu’à en septembre 2014 ou il transfèrera au Mulhouse ON.
Passage au MON
À la suite de son passage au Mulhouse ON, il aura une explosion de performances à la suite de ce transfert, notamment au 200 brasse où il améliorera son temps de 2:29.79 en 2015 à 2:17.74 en 2017.
Antoine Marc est sacré champion de France du 200 mètres brasse lors des Championnats de France de natation 2019 à Rennes.